# Teresa Salgueiro
Maria Teresa de Almeida Salgueiro (Lisbona, 8 gennaio 1969) è una cantante portoghese.
È conosciuta principalmente per essere stata, dal 1986 al 2007 la voce del complesso musicale dei Madredeus, per poi continuare la carriera da solista.

## Biografia
In gioventù Teresa Salgueiro era solita cantare il fado e la bossa nova nelle strade e nei bar di Lisbona. A sedici anni si trasferì insieme ad alcuni amici nella città vecchia, continuando ad esibirsi nei quartieri del Bairro Alto e di Alfama.
Nel 1987 Teresa incontrò il chitarrista e produttore Pedro Ayres Magalhães e, insieme al violoncellista Francisco Ribeiro, al fisarmonicista Gabriel Gomes e al tastierista Rodrigo Leão, decisero di formare i Madredeus. 
A partire da quell'anno il complesso ha realizzato undici album riscuotendo, anche grazie a numerosi tour, un grande successo in tutto il mondo.
Insieme a Magalhães, ha interpretato una delle parti principali nel film di Wim Wenders Lisbon Story, girato nel 1994, curandone inoltre la colonna sonora, pubblicata con il titolo di Ainda.
Teresa Salgueiro ha cantato come ospite speciale anche negli album di Carlos Núñez ed Antonio Chainho, pubblicati nel 2000.
Nel novembre del 2005 ha pubblicato il suo primo album da solista, intitolato Obrigado, che si fregia della partecipazione di musicisti del calibro di Caetano Veloso, Carlos Nuñez e José Carreras.
Nel 2007, con una decisione a sorpresa, lascia i Madredeus per seguire la carriera solista. Nello stesso anno è ospite della 57ª edizione del Festival di Sanremo dove insieme agli Stadio di Gaetano Curreri interpreta una nuova versione del brano Guardami.

## Discografia

### Con il gruppo "Madredeus" (1986-2007)

#### Album in studio
- 1987 - Os Dias da MadreDeus
- 1990 - Existir
- 1994 - O Espirito da Paz
- 1995 - Ainda (album utilizzato come colonna sonora nel film Lisbon Story (1994) di Wim Wenders)
- 1997 - O Paraiso
- 2001 - Movimento
- 2004 - Um Amor Infinito
- 2005 - Faluas do Tejo

#### Album dal vivo
- 1992 - Lisboa (con la partecipazione di Carlos Paredes e Luisa Amaro)
- 1998 - O Porto
- 2002 - Euforia (con la partecipazione della Flemish Radio Orchestra diretta dal maestro Bjarte Engeset)

#### Raccolte
- 2000 - Antologia (raccolta di canzoni con due inediti)
- 2001 - Palavras Cantadas (raccolta di canzoni uscite tra gli anni 1990 e 2001 per il mercato brasiliano)

#### Remix
- 2002 - Electrónico (rilettura elettronica di vari temi del gruppo)

### Carriera solista (2007 - ad oggi)

#### Album in studio

##### ____Album in collaborazione
- 2005 - Obrigado
- 2007 - Você e Eu (con Septeto de João Cristal)
- 2007 - La Serena (con Lusitânia Ensamble)
- 2007 - Silence, Night and Dreams (partecipazione all'omonimo album di Zbigniew Preisner)
- 2009 - Matriz (con Lusitânia Ensamble)
- 2013 - Cânticos da tarde e da Manhã

##### ____Album autoriali
- 2012 - O Mistério
- 2016 - O Horizonte

##### ____Album di interpretazioni
- 2016 - La Golondrina y el Horizonte

### Altre collaborazioni
- 1989 - Sétima Legião - Ascensão
- 1990 - Canção de Dione nel film No, la folle gloria del comando (Non, ou a vã glória de mandar) di Manoel de Oliveira
- 1990 - Orfeão Dr. Edmundo Machado de Oliveira - Olhos Negros
- 1993 - Rodrigo Leão - Ave Mundi Luminar / Carpe Diem
- 1993 - Cora - Sol Nascente
- 1995 - Cora - A Promessa
- 1998 - António Chaínho - A Sombra (Fado Nocturno) / Fado da Boa Sina
- 1999 - Carlos Núñez - Maria Soliña
- 2000 - Angelo Branduardi - Nelle Paludi di Venezia Francesco si fermò per pregare e tutto tacque
- 2000 - Onar - I Balada Tou Nerou Tis Thalassas
- 2001 - Rão Kyao - Deus Também Gosta de Fado
- 2003 - Aldo Brizzi - Mistério de Afrodite (con Caetano Veloso) / Ondas (con Zeca Baleiro)
- 2003 - Sérgio Godinho - Pode Alguém Ser Quem Não É
- 2003 - Pirilampo Mágico - Faz a Magia Voar
- 2004 - José Carreras - Haja o Que Houver
- 2006 - No Data - Vivo Deste Quase Nada
- 2008 - Mulher Passa Palavra | 17 Cantoras Portuguesas  - O Namoro
- 2013 - Zbigniew Preisner- Wielkie Monologi
- 2019 - My world is upside down - Marcia Funebre
- 2020 - Canções de embalar de dia - Mundo Imaginário
- 2021 - Patrick Watson - Se tu soubesses / A Mermaid in Lisbon
- 2023 - Slow J - Nascidos & Criados
- 2024 - Branko - Cinzas

## Tour

### Con il gruppo "Madredeus" (1986-2007)
- 1987 Os Dias da Madredeus
- 1990 Existir
- 1994 O Espirito da Paz
- 1997 O Paraíso
- 2000 Antologia Tour
- 2001 Movimento
- 2004 Um amor infinito

## Videografia

### Con il gruppo "Madredeus" (1986-2007)

#### Dvd
- 1995 - O Espirito da Paz[1]
- 1998 - O Porto[2]
- 2002 - Euforia[3]
- 2006 - Mar[4]

### Carriera solista (2007 - ad oggi)

#### Video musicali
- 2012 - A Estrada[5]
- 2016 - Horizonte[6]
- 2017 - Desencontro[7]
- 2017 - A Cidade[8]
- 2017 - O Vento[9]

## Filmografia

### Cinema

#### Film
- A Mulher do Próximo, regia di José Fonseca e Costa (1988)[10]
- Lisbon Story, regia di Wim Wenders (1994)[11]

- Rio Turvo, regia di Edgar Pêra (2007)[12]

#### Documentari
- Les Açores de Madredeus, regia di Rob Rombout (1995)[13]
- Língua - Vidas em Português, regia di Victor Lopes (2003)[14]
- My world is upside down, regia di Petra Seliskar (2016)[15]

## Premi e riconoscimenti
- 2017 - Premio José Afonso per l'album "O Horizonte"[16][17];
- 2022 - Premio do Clube das 25 associazione femminista spagnola che distingue le donne che più si evidenziano per la lotta per l'uguaglianza delle opportunità[18][19]